# Francisco Antonio de Arrábida
Francisco Antonio de Arrábida (1771 - 1850) fue un sacerdote franciscano, botánico, y profesor portugués. Viajó a Brasil, como consejero de Juan VI de Portugal, siendo importante como tutor en la educación de Pedro II de Brasil, junto a Mariana de Verna. Esa educación se inició cuando todavía era heredero del trono, y aprendió a leer y escribir en portugués a los cinco años, con Antonio de Arrábida. También atendió a sus hermanas En un momento fue aio (supervisor), recordando además que ya había tutorado a Pedro I de niño.

## Algunas publicaciones
- Antonio rodrigo pinto da Silva, anabela nunes Teles. 1980. A flora e a vegetação da Serra da Estrela. Volumen 7 de Coleçção "Parques Naturais". Editor Serviço Nacional de Parques, Reservas e Património Paisagístico, 52 pp.
- -----------------------------------------------. 1970. O Estudo da flora vascular de Portugal Metropolitano desde 1961. 26 pp.

## Honores
- Coeditor de "Flora Fluminensis", al hallar los preciosos manuscritos de José Mariano da Conceição Vellozo (1742-1811); siendo cuidador de la Biblioteca Pública de Río de Janeiro[8]

### Membresías
- Sociedade Broteriana
- Sociedade Portuguesa de Ciências Naturais
- Academia das Ciências de Lisboa

## Eponimia
Géneros
- (Bignoniaceae) Arrabidaea DC.[9]
- (Rhamnaceae) Arrabidaea Steud.[10]

Especies
| - (Asteraceae) Senecio arrabidae Steud. - (Cactaceae) Cephalocereus arrabidae (Lem.) Britton & Rose - (Cactaceae) Cereus arrabidae A.Berger - (Cactaceae) Pilosocereus arrabidae (Lem.) Byles & G.D.Rowley | - (Cactaceae) Pseudopilocereus arrabidae (Lem.) Buxb. - (Cucurbitaceae) Anguria arrabidae Schltdl. - (Fabaceae) Ancistrotropis arrabidae (Steud.) A.Delgado - (Myrtaceae) Eugenia arrabidae O.Berg | - (Orchidaceae) Pachygenium arrabidae (Rchb.f.) Szlach., R.González & Rutk. - (Orchidaceae) Spiranthes arrabidae Warm. - (Rubiaceae) Psychotria arrabidae Müll.Arg. - (Rutaceae) Galipea arrabidae Steud. |